# Schloss Burgfarrnbach

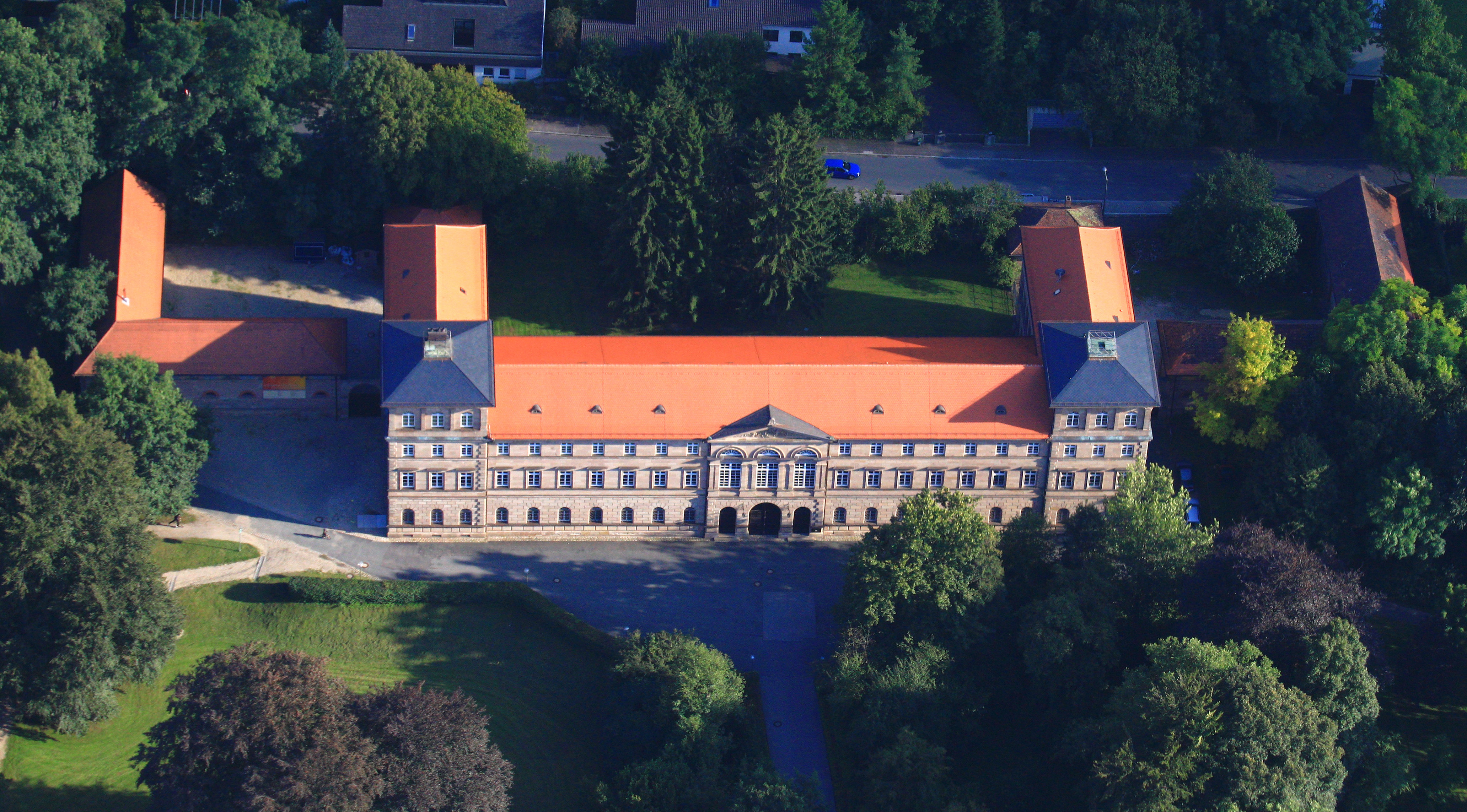
Schloss Burgfarrnbach

Das Schloss Burgfarrnbach ist ein denkmalgeschütztes Bauwerk, das im Gemeindeteil Burgfarrnbach der kreisfreien Stadt Fürth (Mittelfranken, Bayern) steht. Das neuzeitliche Bauensemble ist unter der Denkmalnummer D-5-63-000-1502 als Baudenkmal in die Bayerische Denkmalliste eingetragen.

## Beschreibung
Das ehemalige Schloss des Grafen Pückler-Limpurg wurde von 1830 bis 1834 von Leonhard Schmidtner im klassizistischen Baustil aus Quadermauerwerk gebaut. Das dreigeschossige, mit einem Satteldach bedeckte Haupthaus hat in der Mitte einen dreiachsigen Risalit und an den Ecken jeweils viergeschossige, mit Pyramidendächern bedeckte Pavillons, an die sich kurze Anbauten rechtwinklig anschließen. Zum Bauensemble gehören weitere Bauwerke im Schlosspark, wie der Marstall, Wirtschaftsgebäude und Gartenpavillons.
Heute sind im Schloss Stadtarchiv, Stadtbibliothek und Museum untergebracht.